# Internationaler Tag der Verschwundenen
Der Internationale Tag der Verschwundenen (engl. International Day of the Disappeared) ist ein jährlich am 30. August begangener Gedenktag, der an das Schicksal von Menschen erinnern soll, die gegen ihren Willen an einem Aufenthaltsort und unter Bedingungen interniert sind, die ihren Familienangehörigen oder den juristischen Vertretern nicht bekannt sind. Die Initiative für diesen Gedenktag geht zurück auf die Federación Latinoamericana de Asociaciones de Familiares de Detenidos-Desaparecidos (FEDEFAM), eine 1981 in Costa Rica gegründete und in Lateinamerika tätige nichtstaatliche Organisation und Vereinigung von lokalen und überregionalen Initiativen, die sich aktiv gegen geheime Internierung einsetzen.
Insbesondere für international im Bereich der humanitären Hilfe und des Schutzes der Menschenrechte tätige Behörden und Organisationen wie amnesty international, das Büro des UN-Hochkommissars für Menschenrechte (engl. Office of the United Nations High Commissioner for Human Rights, OHCHR) und das Internationale Komitee vom Roten Kreuz (IKRK) ist der Einsatz für Menschen, die von entsprechenden Praktiken betroffen sind, ein Schwerpunkt ihrer Tätigkeit. Für diese Institutionen ist der Internationale Tag der Verschwundenen damit eine Möglichkeit, die Aufmerksamkeit der Öffentlichkeit auf ihre Arbeit zu lenken und um Unterstützung durch die Mitarbeit von Freiwilligen und durch Spenden zu werben.
Dem IKRK kommt aufgrund seiner besonderen völkerrechtlichen Stellung und seiner strikt praktizierten Neutralität eine besondere Rolle bei der Hilfe für verschwundene Menschen und ihre Angehörigen zu. In einigen Fällen ist das IKRK die einzige Institution, der von den verantwortlichen Stellen Zugang zu bestimmten Gefangenen gewährt wird. Auf diesem Wege ist damit ein Minimalkontakt zu diesen Gefangenen sowie die Überwachung ihrer Behandlung möglich, was in der Folge zu einer Beendigung der Ungewissheit über deren Verbleib führen kann. Mitteilungen des IKRK sind für betroffene Familien oft der erste Hinweis auf das Schicksal ihrer Angehörigen.
Eine Internierung unter geheimen oder ungewissen Umständen für die Angehörigen ist ein Verstoß sowohl gegen die Menschenrechte als auch, im Fall eines bewaffneten Konflikts, gegen das humanitäre Völkerrecht. Die Generalversammlung der Vereinten Nationen hat am 18. Dezember 1992 im Rahmen der Resolution 47/133 die „Deklaration über den Schutz aller Personen vor erzwungenem Verschwinden“ (engl. Declaration on the Protection of all Persons from Enforced Disappearance) beschlossen. Es wird geschätzt, dass in etwa 30 Ländern weltweit entsprechende Praktiken verbreitet sind. Die Working Group on Enforced or Involuntary Disappearances der Vereinten Nationen hat rund 46.000 Fälle von verschwundenen Personen registriert.